# Farbus
Farbus és un municipi francès, situat al departament del Pas de Calais i a la regió dels Alts de França.